# Tajrish
Tajrish (farsi تجریش) è un quartiere settentrionale della città di Teheran; fa parte dello shahrestān di Shemiranat, circoscrizione di Rudbar Qasran, nella provincia di Teheran in Iran.